# Tour Saint-Martin (Vendôme)
La tour Saint-Martin est une tour des XVe et XVIe siècles construite dans la ville française de Vendôme dans le Loir-et-Cher.
Ancien clocher de l'église du même nom, elle sert de beffroi à la ville depuis la Révolution française en 1792.

## Localisation
La tour est située dans le département de Loir-et-Cher dans la commune de Vendôme, en plein cœur de la place Saint-Martin.

## Historique

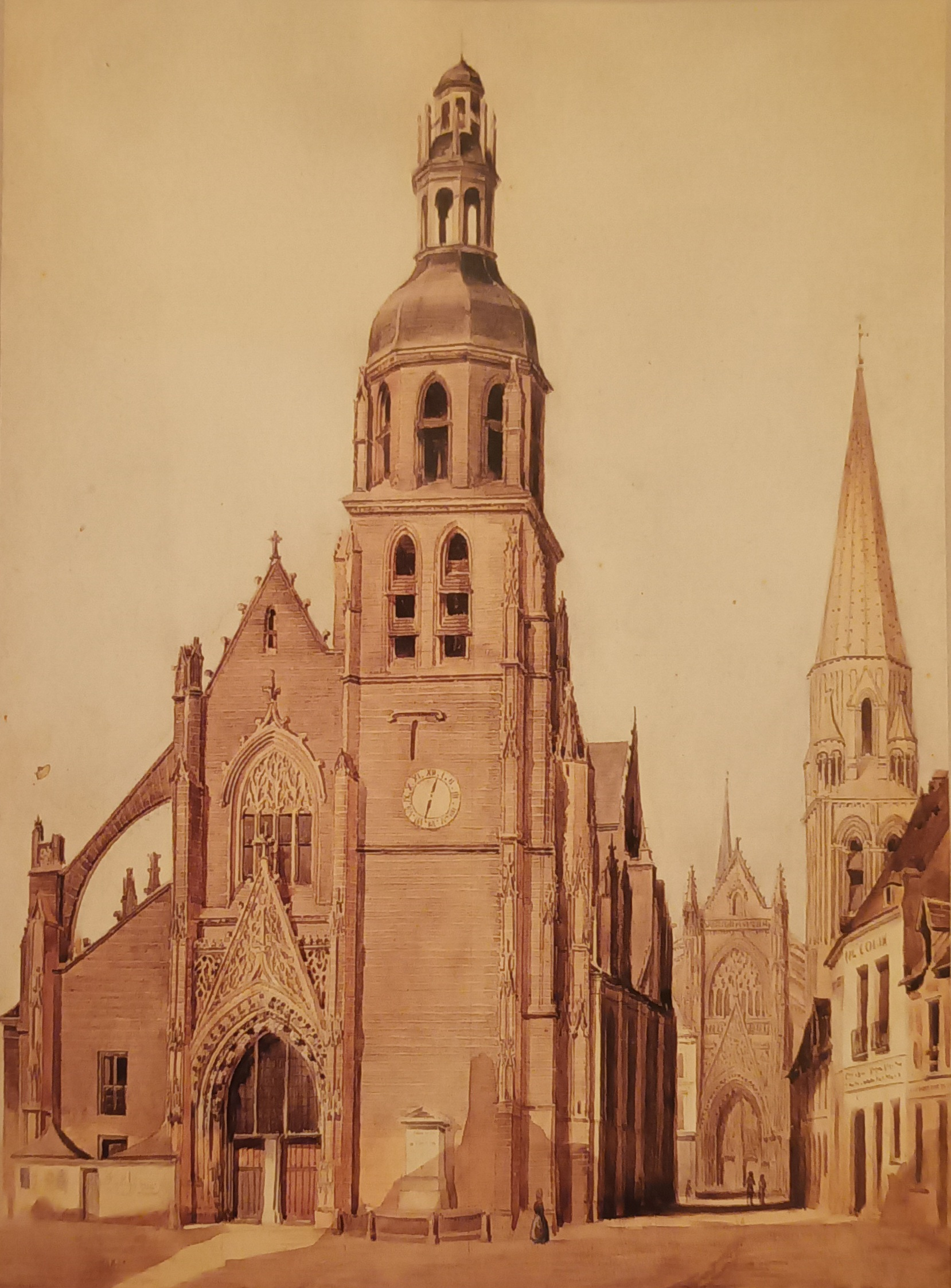
L'église Saint-Martin de Vendôme, par Gervais Launay, aquarelle, XIXe siècle

### La première église
L'église Saint-Martin est mentionnée pour la première fois avant 1050 dans une notice de l'abbaye de la Trinité, sous le nom d'un Frodo de Sancto Martino.
Un premier lieu de culte existait avant le XIIe siècle, reconnu lors des recherches archéologiques de 1986-1987, et entouré de nombreuses sépultures, interprété comme le cimetière paroissial.
Au XIIIe siècle, l'église parait subir d'importantes modifications, en reconstruisant le chœur.
Jusqu'en 1487, Saint-Martin fut la seule paroisse intra-muros de la ville (Saint-Bié et Saint-Lubin étant hors les murs). À cette date est fondée la paroisse Sainte Marie-Madelaine, qui scinde en deux la paroisse le 5 décembre 1487, l'un des deux curés qui desservait l'église Saint-Martin fut rattaché à la nouvelle paroisse, et les meubles et vases sacrés furent aussi partagés.

### La reconstruction (XVe-XVIe siècles)

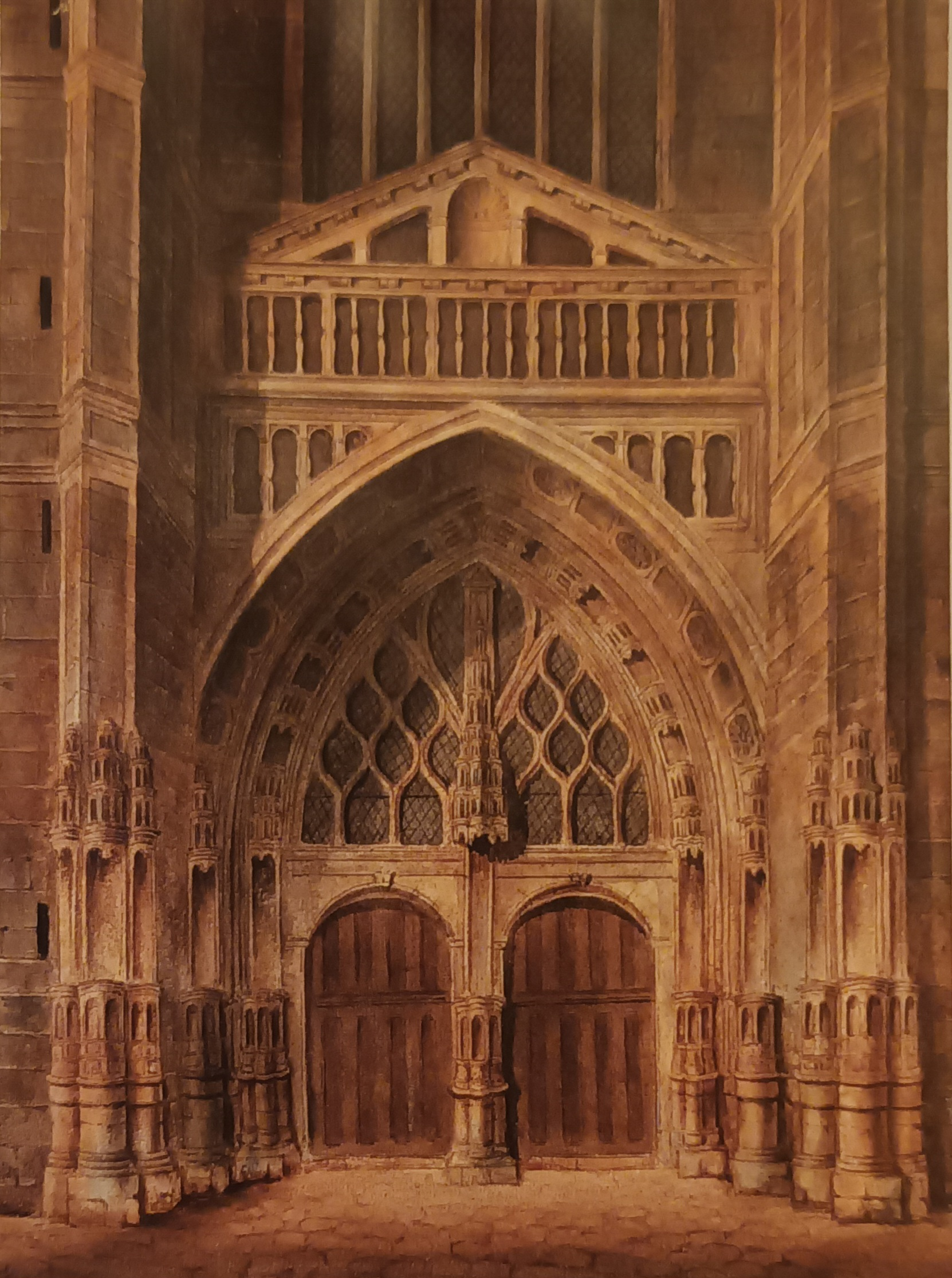
Vue du portail nord de l'église, achevé en 1539, par Gervais Launay, XIXe siècle

L'église Saint-Martin fut entièrement reconstruite à partir de 1498 sous l'impulsion de Marie de Luxembourg. La réédification commence par le portail occidental, le clocher (encore en élévation), et la nef achevée en 1534. Cette première phase fut construite dans un style gothique.
Cette même année 1534 le duc de Vendôme Charles de Bourbon autorisa l'achèvement de la reconstruction, qui se fit alors dans un style Renaissance.
Le portail du transept nord fut achevé en 1539.
Cette deuxième phase de travaux concerna le transept et le cœur et ne fut achevée qu'en 1588, voire au début du XVIIe siècle, car en 1625 des marchés furent signés pour les vitraux.

### Les XVII et XVIIIe siècles

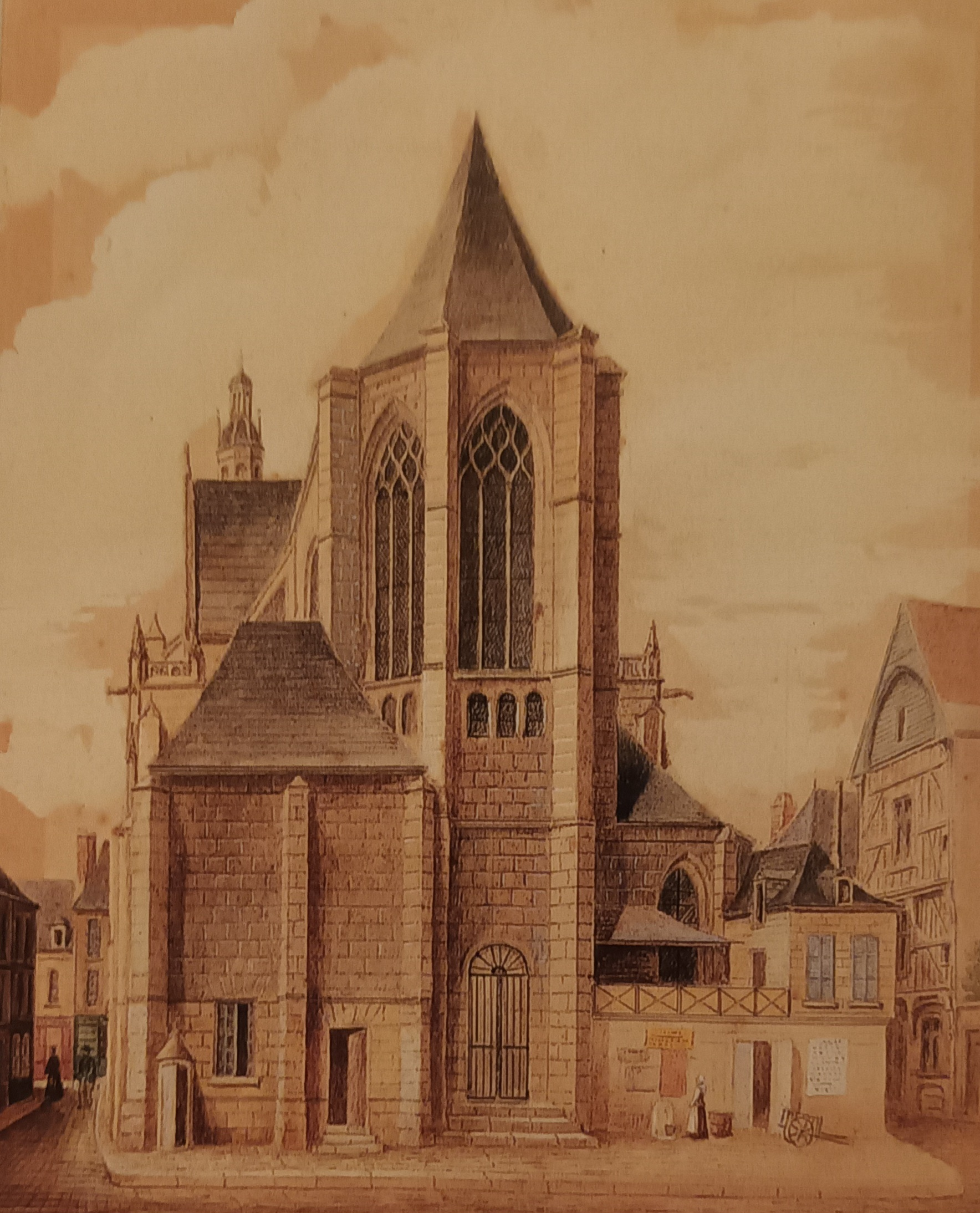
Chevet de l'église avec sur la gauche la sacristie construite en 1657, Gervais Launay au XIXe siècle.

En 1609 la porte du transept sud est achevée.
En 1649 est reconstruit le grand autel.
En 1657 est construite une sacristie à l'extrémité du bas-côté sud.
En 1676 des réparations sont effectués au clocher, nous savons qu'à cette époque il possédait déjà une horloge.
En 1758 les cimetières entourant l'église sont désaffectés et transférés au faubourg chartrain. L'espace libéré devant l'église fut ainsi transformé en place publique, alors que le petit cimetière devint une simple cour.

### La Révolution

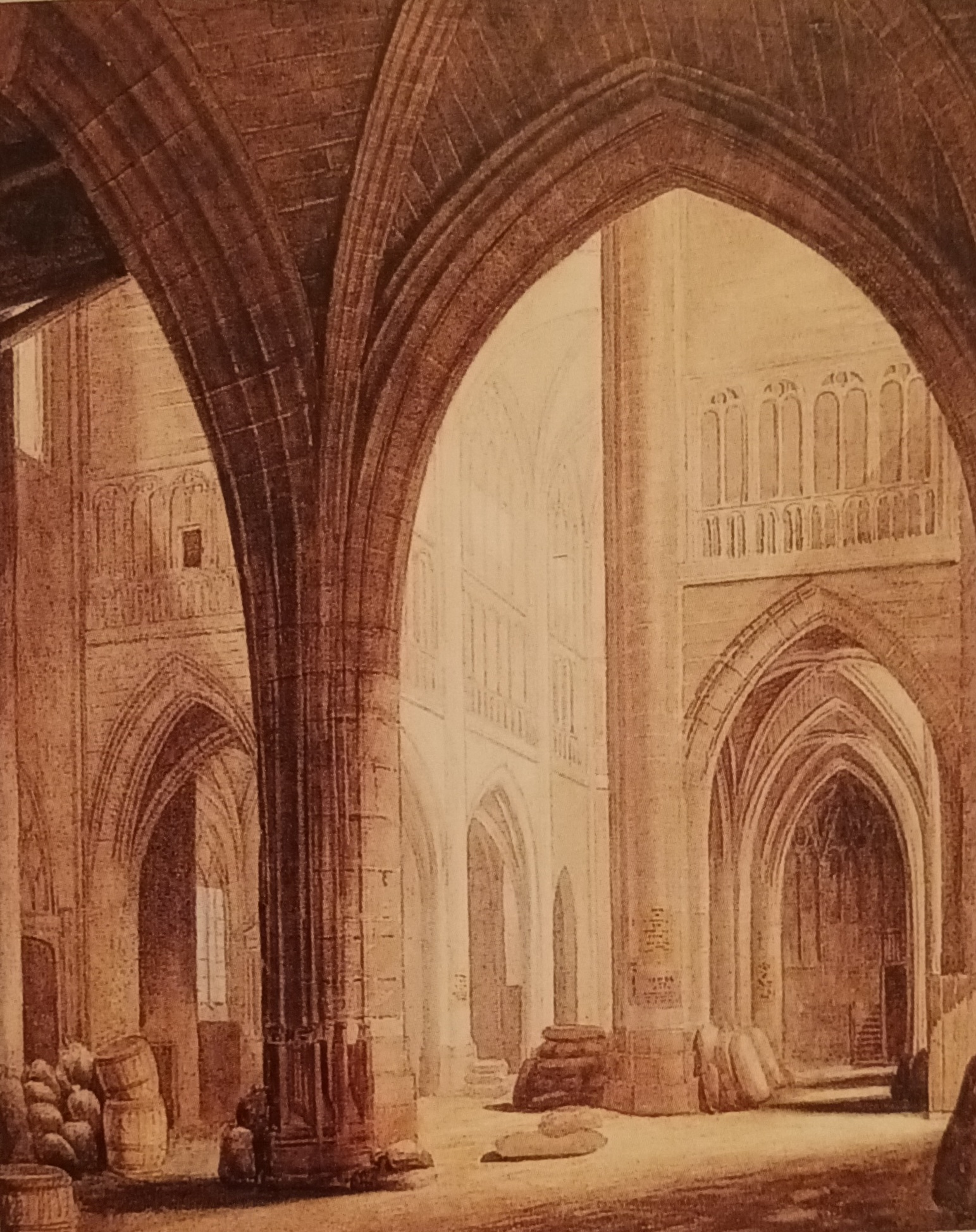
La nef transformée en halle au blé de 1792 à 1854, par Gervais Launay au XIXe siècle

En 1791 l'église est vendue comme bien national à M. Chevé, maire de la ville, pour 10400 l.t. Celui-ci fait aménager l'église en halle au blé en 1792 (et dura au moins jusqu'en 1811). Le rez-de-chaussée du clocher est dévolu lui aussi au stockage, et la sacristie est aménagée en corps de garde.

### Le XIXe siècle, celui de la destruction

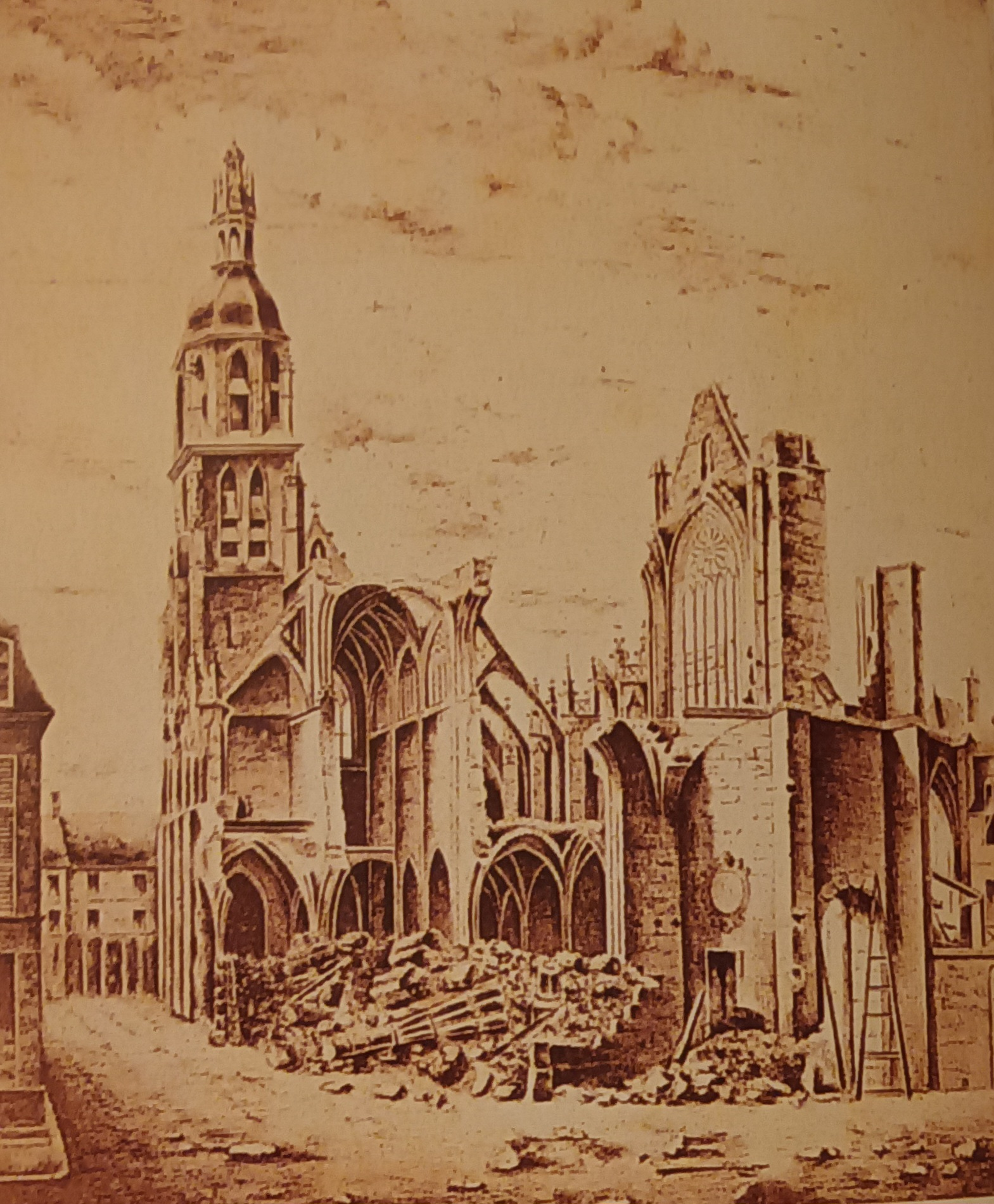
Démolition de l'église Saint-Martin en 1857, M.P Lemercier élève de Gervay Launay

À partir de 1811 le bas-côté nord, jusqu'au transept, fut affecté à des boucheries qui s'y installèrent jusqu'en 1826. À cette époque fut construit un plancher de bois, divisant la hauteur de la nef en deux, pour servir d'atelier pour la garnison de Vendôme, ça construction nécessita de percer profondément dans les piles de la nef ce qui fragilisa la structure de l'édifice, en particulier à la croisée du transept qui avait été construite en deux phases. En 1854 le plancher est supprimé et l'un des piliers de la croisée du transept s'affaisse, entrainant la chute d'une partie de la voûte du bras de la croisée. Le conseil municipal ne souhaitant pas dépenser la somme exorbitante pour une réparation, l'édifice se ruina encore. En 1857 il est alors décidé de détruire l'église et les quelques maisons qui y étaient accolées, seul est conservé l'ancien clocher alors utilisé comme beffroi, fonction qu'il conserve toujours aujourd'hui.

## Description

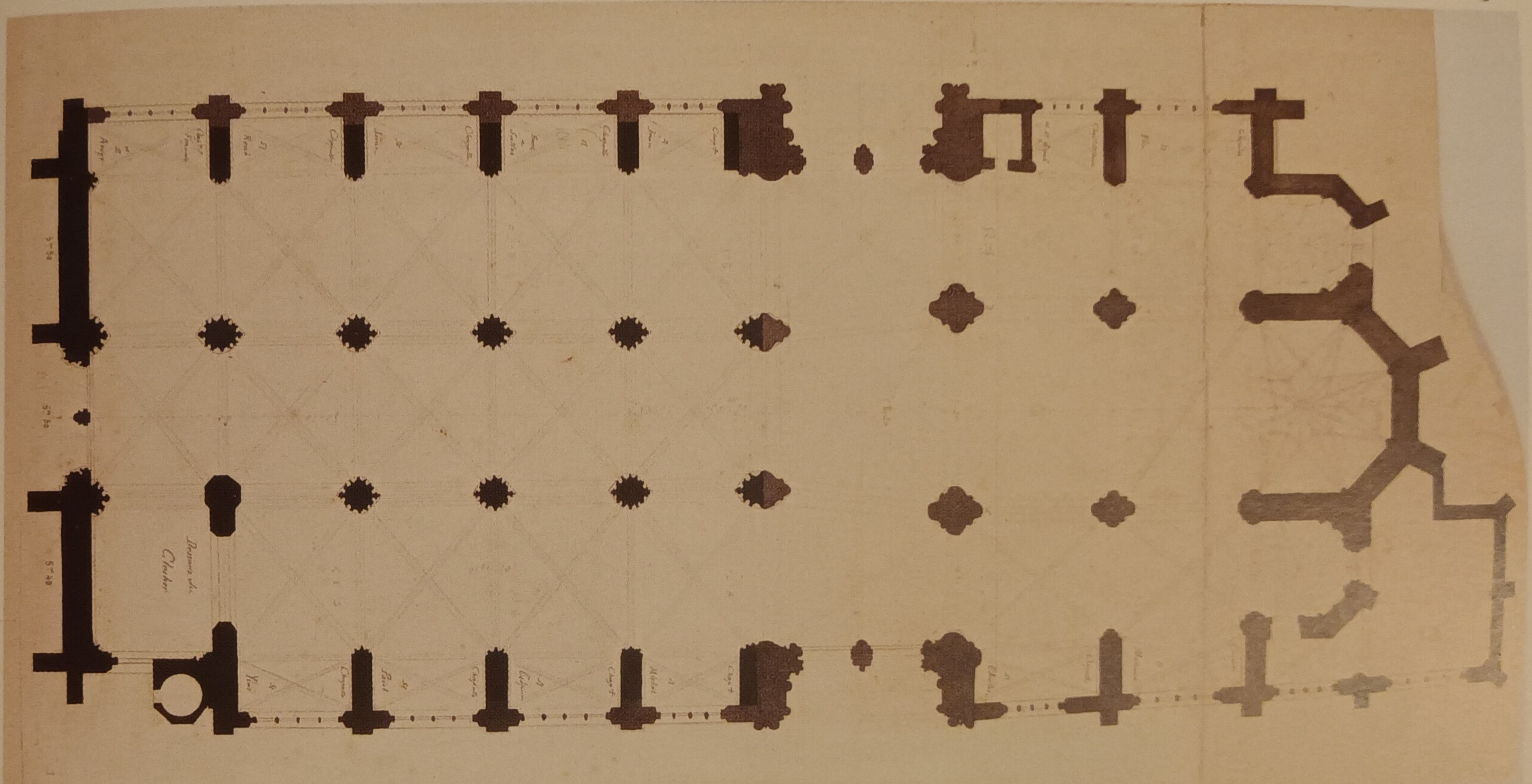
Plan de l'église Saint-Martin, par Gervais Launay au XIXe siècle. Les parties les plus foncées marquant la première phase de travaux (1498-1534) et les plus claires la deuxième phase (1534-1588)

L' église des XVe et XVIe siècles mesurait 50 mètres de long sur 25 mètres de large. La nef mesurait 4,60 m de largeur et les collatéraux 5 mètres.

### Chapelles

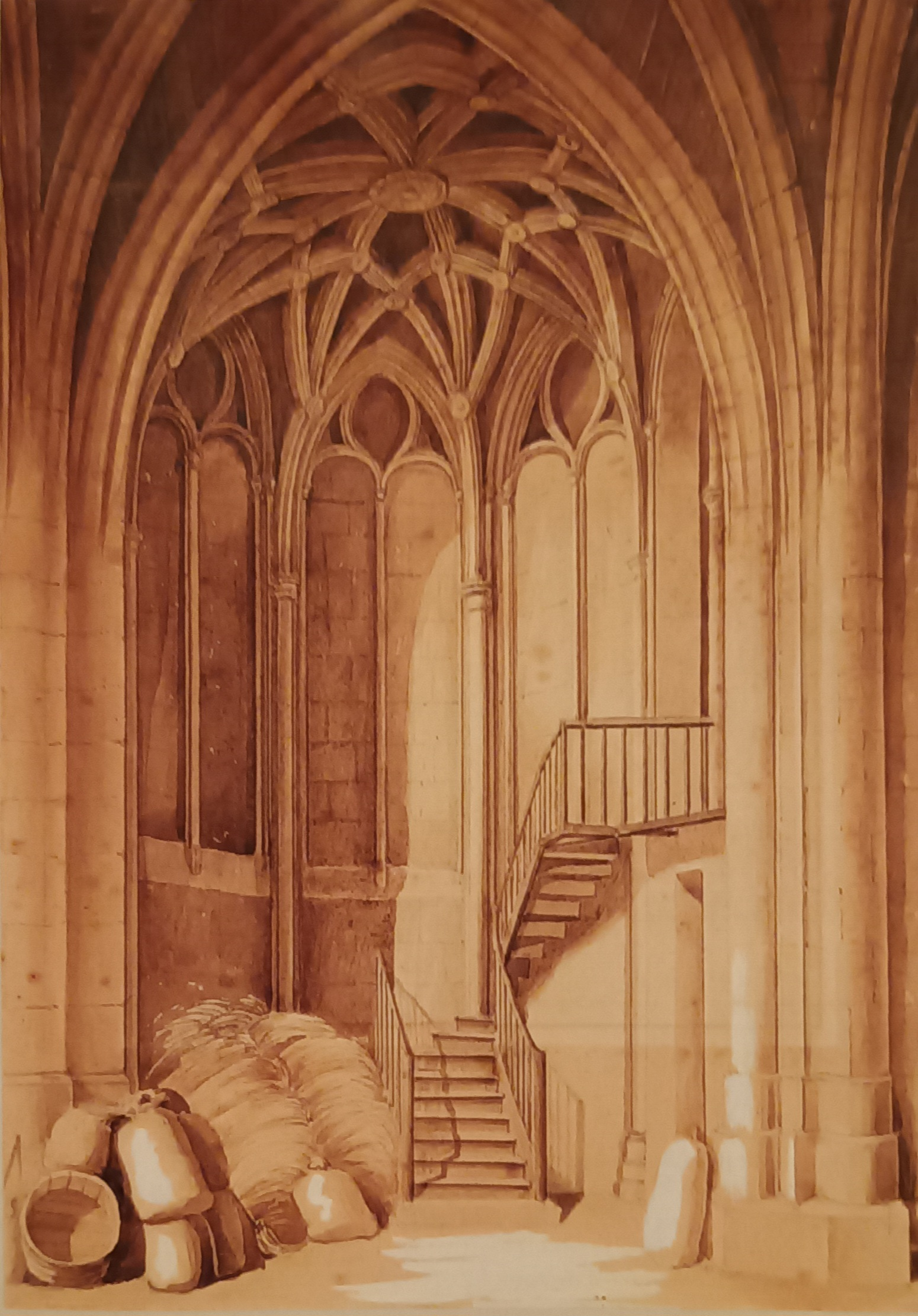
Chapelle absidiale sud lorsque l'église servit d'entrepôt, Gervais Launay XIXe siècle

L'église était composée de plusieurs chapelles, en voici une liste:
- Chapelle Saint-François et Saint-Avoye
- Chapelle Saint-René
- Chapelle Sainte-Anne
- Chapelle Saint-François de Salles
- Chapelle Saint-Jean
- Chapelle Saint-Jean et Saint-Roch
- Chapelle Saint-Eloi
- Chapelle Saint-Mathurin
- Chapelle Saint-Charles
- Chapelle Saint-Michel
- Chapelle Saint-Crépin
- Chapelle Saint-Paul
- Chapelle Saint-Yves
- Chapelle Saint-Nicolas ou Saint-Joseph
- Chapelle Saint-Pierre

## La Tour
Le clocher mesure 50 mètres de haut.
La grosse cloche eut pour donateur le comte Louis de Bourbon en 1410 ; son arrière-petit-fils le duc Charles en fut le restaurateur en 1530 comme l'atteste l'inscription qui y est gravée:
Le bon comte que Loys on nomme
Six vingt ans sont, ung timbre donna
A sa ville pesant en somme
Douze cents livres; après délibera.
Le peuple croissant, que l'on mettera
Deux mil pesant, et seoir en ce clocher.
Le nom Mil cinq cents XXX me presta
De Vendosmois le duc Charles premier
Le carillon de la tour Saint-Martin évoque les seules villes détenues au XVe siècle par le dauphin Charles VII : « Orléans, Beaugency, Notre-Dame de Cléry, Vendôme, Vendôme…». Cette chanson est nommée le Carillon de Vendôme. L'horloge de la tour donne l'heure à la ville et sonne les heures et les demi-heures.